# Kenneth Alan Ribet
Kenneth Alan "Ken" Ribet és un matemàtic estatunidenc que exerceix de catedràtic a la Universitat de Califòrnia, Berkeley. Els seus camps de recerca inclouen la teoria de nombres algebraica i la geometria algebraica.
Una de les seves contribucions més destacades és la demostració de la conjectura èpsilon efectuada per Gerhard Frey la qual implicava que la demostració de la Conjectura de Taniyama-Shimura implicava la veracitat del Darrer Teorema de Fermat. De fet, el seu resultat demostrava que no es necessitava la demostració completa de la conjectura sinó només un cas particular, el cas de les corbes el·líptiques semiestables. Aquest cas fou finalment demostrat el 1994 per Andrew Wiles amb la col·laboració de Richard Taylor.
Rebé el Premi Fermat l'any 1989.